# كايجي تانغ
كايجي تانغ (بالصينية: 唐凯基) (Kaiji Tang) هو مؤدي أصوات صيني أمريكي ولد في 25 يناير 1984 (ولد في شنغهاي، الصين) و يعمل في المقام الأول في لوس انجليس.

## أدواره في الأنمي

### مسلسلات أنمي تلفزيونية
- خادم الصفر - أستاذ كولبير، ديرفلينغر
- سورد آرت أونلاين - شميت
- الفتاة الساحرة ليريكال نانوها - شيرو تاكاماتشي
- حفيد نوراريهيون: عاصمة العفاريت - أكيفوسا كيكاين
- أكسل وورلد - بلو نايت
- كيل لا كيل - تسوموغو كيناغاسي
- فيت/ستاي نايت Unlimited Blade Works - آرتشر
- دانغانرونبا 3: نهاية أكاديمية قمة الأمل - كويتشي كيزاكورا
- بيرسيرك (2016) - غاتس
- الخطايا السبع المميتة - هندريكسون
- الخطايا السبع المميتة: تلميحات الحرب المقدسة - هندريكسون
- الخطايا السبع المميتة: إعادة إحياء الوصايا - هندريكسون
- الخطايا السبع المميتة: غضب الحراس - هندريكسون
- ميغالوبوكس - جانكدوغ/جو
- بونغو ستراي دوغز - أوسامو دازاي
- شارلوت - هوسويامادا
- مغامرة جوجو الغريبة - سانتانا
- موب سايكو 100 - هاروتو كيجيباياشي
- موب سايكو 100 II - هاروتو كيجيباياشي
- ون بنتش مان - آرمرد غوريلا، غولدن بول
- بيستارز - بيل
- ذا غود أوف هاي سكول - تيك جيغال
- جوجوتسو كايسن - ساتورو غوجو
- سيف قاتل الشياطين - سانيمي شينازوغاوا
- التلميذ المتخلف في ثانوية السحر: الزائرة - كاتسوتو جومونجي

### أنمي الإنترنت
- بوكيمون جينيريشنز - لوكر

### أفلام أنمي
- ستاند باي مي دورايمون - تاكيشي غودا/جايان
- بونغو ستراي دوغز DEAD APPLE - أوسامو دازاي
- ديجيمون أدفنتشر: التطور الأخير للروابط - حسان
- غانتز:O - ماسارو كاتو

## أدواره في ألعاب الفيديو
- فيست أوف ذا نورث ستار: كينز رايج - كينشيرو
- دانغانرونبا: تريغر هابي هافوك - ياسوهيرو هاغاكوري
- دانغانرونبا V3: كيلينغ هارموني - غونتا غوكوهارا
- تيلز أوف إكسيليا - وينغول
- تيلز أوف إكسيليا 2 - وينغول
- ديد أور ألايف 5 - جان لي
- فاير إمبلم أويكينينغ - أوين
- فاير إمبلم فيتس - أودين، إغناشيوس، شيرو
- غيلتي جير Xrd - فاوست
- سكالغيرلز - برين درين

## وصلات خارجية
- كايجي تانغ على موقع IMDb (الإنجليزية)
- كايجي تانغ على موقع قاعدة بيانات الفيلم (الإنجليزية)
- كايجي تانغ على موقع كينوبويسك (الروسية)
- كايجي تانغ على موقع ANN person (الإنجليزية)